# Плоска фігура
Плоска фігура — зв'язна замкнута підмножина {\displaystyle \mathbb {R} ^{2}}, обмежена скінченним числом попарно не пересічних Жорданових кривих.

## Багатокутна фігура
У випадку, якщо всі криві, що входять до складу границі плоскої фігури, є ламаними, то фігура називається багатокутною фігурою. Однозв'язна багатокутна фігура є многокутником.